# Fatma Al-Nabhani
Fatma Al-Nabhani (* 20. Mai 1991 in Maskat) ist eine omanische Tennisspielerin.

## Karriere
Al-Nabhani spielt hauptsächlich Turniere auf der ITF Women’s World Tennis Tour, bei denen sie bislang zehn Einzel- und 14 Doppeltitel gewonnen hat. Auf der WTA Tour debütierte sie 2009 im Hauptfeld der Doppelkonkurrenz der Barclays Dubai Tennis Championships, als sie zusammen mit ihrer Doppelpartnerin Magali de Lattre mit einer Wildcard ausgestattet wurde. Die Paarung verlor bereits in der ersten Runde knapp gegen Chan Yung-jan und Sun Tiantian.
Ihre besten Weltranglistenpositionen erreichte Al-Nabhani im Einzel mit Rang 362 im Oktober 2010, im Doppel mit Rang 238 im April 2014.
Im Jahr 2011 spielte Al-Nabhani erstmals für die omanische Fed-Cup-Mannschaft. In ihrer Fed-Cup-Bilanz stehen 13 Siege und sieben Niederlagen zu Buche.
Ihr bislang letztes internationales Turnier spielte Al-Nabhani im Dezember 2021. Sie wird daher nicht mehr in der Weltrangliste geführt.

## Turniersiege

### Einzel
| Nr. | Datum              | Turnier           | Kategorie   | Belag     | Finalgegnerin        | Ergebnis  |
| --- | ------------------ | ----------------- | ----------- | --------- | -------------------- | --------- |
| 1.  | 27. März 2010      | Fudschaira        | ITF $10.000 | Hartplatz | Katerina Awdiyenko   | 7:61, 6:1 |
| 2.  | 14. April 2012     | Fudschaira        | ITF $10.000 | Hartplatz | Ankita Raina         | 6:2, 6:3  |
| 3.  | 1. September 2013  | Scharm El-Scheich | ITF $10.000 | Hartplatz | Jana Sisikowa        | 7:5, 6:3  |
| 4.  | 8. September 2013  | Scharm El-Scheich | ITF $10.000 | Hartplatz | Anna Morgina         | 6:4, 6:1  |
| 5.  | 4. April 2015      | Manama            | ITF $10.000 | Hartplatz | Vivian Heisen        | 6:4, 7:62 |
| 6.  | 2. Mai 2015        | Iraklio           | ITF $10.000 | Hartplatz | Tayisiya Morderger   | 7:5, 6:3  |
| 7.  | 24. August 2015    | Port El-Kantaoui  | ITF $10.000 | Hartplatz | Jekaterina Kasionowa | 6:1, 6:4  |
| 8.  | 14. September 2015 | Hyderabad         | ITF $10.000 | Sand      | Prerna Bhambri       | 6:4, 6:0  |
| 9.  | 21. September 2015 | Hyderabad         | ITF $10.000 | Sand      | Rishika Sunkara      | 6:3, 6:1  |
| 10. | 15. Oktober 2017   | Hammamet          | ITF $15.000 | Sand      | Isabella Schinikowa  | 6:3, 6:1  |

### Doppel
| Nr. | Datum              | Turnier                    | Kategorie   | Belag     | Partnerin                  | Finalgegnerinnen                            | Ergebnis          |
| --- | ------------------ | -------------------------- | ----------- | --------- | -------------------------- | ------------------------------------------- | ----------------- |
| 1.  | 22. März 2008      | Ain Suchna                 | ITF $10.000 | Sand      | Fatima El Allami           | Jelisaweta Rybakova Nadège Vergos           | 6:4, 6:4          |
| 2.  | 21. November 2008  | Dubai                      | ITF $10.000 | Hartplatz | Magali de Lattre           | Alexandra Artamonowa Wladislawa Kutsmenkowa | 6:2, 2:6, [10:3]  |
| 3.  | 26. März 2010      | Fudschaira                 | ITF $10.000 | Hartplatz | Magali de Lattre           | Martina Caciotti Nicole Clerico             | 2:6, 7:65, [10:8] |
| 4.  | 6. August 2010     | Gaziantep                  | ITF $10.000 | Hartplatz | Magali de Lattre           | Jade Hopper Daniela Scivetti                | 6:3, 6:2          |
| 5.  | 25. Oktober 2013   | Lagos                      | ITF $25.000 | Hartplatz | Gioia Barbieri             | Conny Perrin Chanel Simmonds                | 1:6, 6:4, [10:8]  |
| 6.  | 3. April 2015      | Manama                     | ITF $10.000 | Hartplatz | Camila Fuentes             | Stamatia Fafaliou Jasmin Jebawy             | 6:2, 7:63         |
| 7.  | 2. Mai 2015        | Iraklio                    | ITF $10.000 | Hartplatz | Cristina Sánchez-Quintanar | Yoshimi Kawasaki Daiana Negreanu            | 6:4, 6:1          |
| 8.  | 1. Juni 2015       | Bangkok                    | ITF $10.000 | Hartplatz | Nungnadda Wannasuk         | Kamonwan Buayam Dabin Kim                   | 6:3, 7:5          |
| 9.  | 24. August 2015    | Port El-Kantaoui           | ITF $10.000 | Hartplatz | Michaela Hončová           | Margarita Lasarewa Sofía Luini              | 6:2, 7:5          |
| 10. | 14. September 2015 | Hyderabad                  | ITF $10.000 | Sand      | Prerna Bhambri             | Sharrmadaa Baluu Prarthana Thombare         | 7:5, 6:2          |
| 11. | 27. November 2015  | Rabat                      | ITF $10.000 | Sand      | Olga Parres Azcoitia       | Léa Tholey Miriana Tona                     | 7:65, 7:5         |
| 12. | 18. August 2017    | Las Palmas de Gran Canaria | ITF $15.000 | Sand      | Arabela Fernández Rabener  | Victoria Bosio Kana Daniel                  | 2:6, 7:5, [10:5]  |
| 13. | 23. März 2018      | Manama                     | ITF $15.000 | Hartplatz | Marian Jade Capadocia      | Valeria Bhunu Emily Webley-Smith            | 7:5, 6:2          |
| 14. | 25. Dezember 2021  | Gizeh                      | ITF W15     | Hartplatz | Jasmijn Gimbrère           | Sapfo Sakellaridi Maria Sholokhova          | 3:6, 6:3, [10:5]  |